# Harold S. Bucquet
Harold Spencer Bucquet (* 10. April 1891 in London, England, Vereinigtes Königreich; † 13. Februar 1946 in Los Angeles, Kalifornien, USA) war ein US-amerikanischer Filmregisseur englischer Herkunft.

## Leben und Werk
Geboren in London, kam Harold S. Bucket als Teenager in die USA. 1914 wurde er US-amerikanischer Staatsbürger und kämpfte im Ersten Weltkrieg in der United States Army. Nach Anfängen als Statist wurde er in den 1920er Jahren Regieassistent bei Metro-Goldwyn-Mayer. In den 1930er Jahren war er Regisseur von Kurzfilmen, von denen Torture Money bei der Oscarverleihung 1938 einen Oscar gewann und They’re Always Caught 1939 für einen nominiert wurde, jeweils in der Kategorie Bester Kurzfilm (2 Filmrollen).
Sein Regiedebüt im Langfilm war 1938 Dr. Kildare: Sein erster Fall mit Lew Ayres und Lionel Barrymore in den Hauptrollen. Lionel Barrymore soll ihn wegen der guten Zusammenarbeit beim Film Banditenlied, dessen Regisseur Lionel Barrymore war, dafür vorgeschlagen haben. Aus diesem Film entwickelte sich eine für B-Movies überraschend erfolgreiche Filmserie um Dr. Kildare. Harold S. Bucquet führte Regie in den ersten acht der neun Filme sowie in Calling Dr. Gillespie, dem ersten Teil der Anschlussserie ohne Lew Ayres. 1944 wurde er erstmals Regisseur eines A-Movies, als er den erkrankten Jack Conway in dem Film Drachensaat ersetzte. Dies bestätigte er mit seinem nächsten Film, Zu klug für die Liebe. Danach sollte er die Regie des Films Das Vermächtnis übernehmen und begann auch damit, musste sich aber aus gesundheitlichen Gründen aus dem Projekt zurückziehen.
Kurz danach starb Harold S. Bucquet an Krebs. Er wurde auf dem Forest Lawn Memorial Park in Glendale begraben.

## Filmografie (Auswahl)
- 1928: Die Masken des Erwin Reiner (The Masks of the Devil)
- 1931: Juwelenraub in Hollywood (The Stolen Jools, Kurzfilm)
- 1935: Windy (Kurzfilm)
- 1937: Torture Money (Kurzfilm)
- 1938: They’re Always Caught (Kurzfilm)
- 1938: Dr. Kildare: Sein erster Fall (Young Dr. Kildare)
- 1939: Dr. Kildare: Unter Verdacht (Calling Dr. Kildare)
- 1939: On Borrowed Time
- 1939: Dr. Kildare: Das Geheimnis (The Secret of Dr. Kildare)
- 1940: Dr. Kildare: Auf Messers Schneide (Dr. Kildare’s Strange Case)
- 1940: We Who Are Young
- 1940: Dr. Kildare: Die Heimkehr (Dr. Kildare Goes Home)
- 1940: Dr. Kildare: Verhängnisvolle Diagnose (Dr. Kildare’s Crisis)
- 1941: The Penalty
- 1941: Dr. Kildare: Vor Gericht (The People vs. Dr. Kildare)
- 1941: Dr. Kildare: Der Hochzeitstag (Dr. Kildare’s Wedding Day)
- 1941: Papa braucht eine Braut (Kathleen)
- 1942: Calling Dr. Gillespie
- 1942: The War Against Mrs. Hadley
- 1943: The Adventures of Tartu
- 1944: Drachensaat (Dragon Seed)
- 1945: Zu klug für die Liebe (Without Love)